# Cœur d'amour

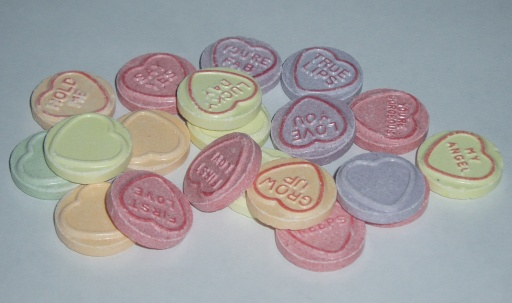
Bonbons Love Hearts confectionnés par Swizzels Matlow en Grande-Bretagne.

Les Cœurs d'amour (en anglais Love Hearts) est une confiserie d'origine anglaise, fabriquée par l'entreprise Swizzels Matlow basée dans le comté de Derbyshire.
Ce sont des bonbons durs, en forme de comprimés dans une variété de saveurs de fruits comportant un court message lié à l'amour sur un côté du bonbon.

## Histoire
La production  des Cœurs d'amour a été lancée en 1954.